# Synod połocki

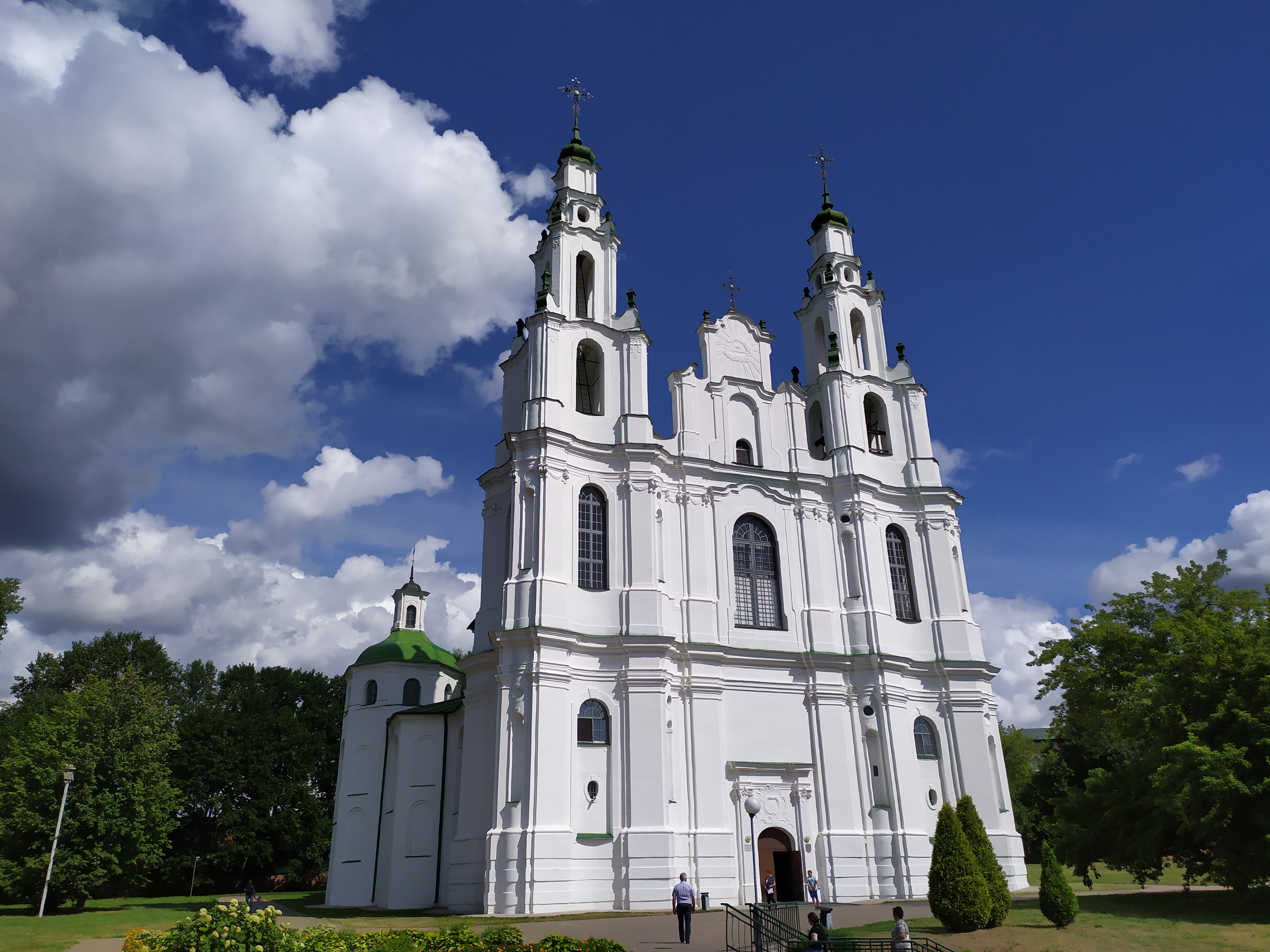
Sobór św. Zofii w Połocku, gdzie w 1839 r. odbył się synod.

Synod połocki – synod Kościoła unickiego w Imperium Rosyjskim, który odbył się w 1839 w Połocku. Władze rosyjskie unieważniły na nim postanowienia unii brzeskiej, a wszystkie parafie i diecezje Cerkwi greckokatolickiej, znajdujące się na terenie zaboru rosyjskiego włączono do struktur Rosyjskiej Cerkwi Prawosławnej.
Wcześniej, 22 kwietnia 1828 r., wydano ukaz carski, który nakazywał przekształcenie form organizacyjnych Cerkwi unickiej na takie jak w prawosławiu, upodobniono też liturgię i rozpoczęto indoktrynację duchowieństwa greckokatolickiego.
Po tym synodzie obszar działalności Cerkwi greckokatolickiej wywodzącej się z unii brzeskiej ograniczył się do Chełmszczyzny (tutaj cesarz Aleksander II skasował unię w 1875) i Galicji, a po 1875 r. (likwidacja unickiej diecezji chełmskiej) – jedynie do Galicji, gdzie pod władzą austriacką zaczął się kształtować Ukraiński Kościół Greckokatolicki.

## Literatura
- Bernardetta Wójtowicz-Huber, Ojcowie narodu. Duchowieństwo greckokatolickie w ruchu narodowym Rusinów galicyjskich (1867–1918), Warszawa 2008, ISBN 978-83-235-0383-5